# Omkar 1973
Omkar 1973 est un complexe de trois gratte-ciel résidentiels en construction à Mumbai en Inde. Ils s'élèveront à 267 mètres. 